# Gotham City Impostors
Gotham City Impostors — шутер от первого лица, основанный на персонаже DC Comics Бэтмене, разработан Monolith Productions, издан Warner Bros. Interactive Entertainment. Играют две команды, целью которых является уничтожение команды-оппонента. Члены одной команды одеты как Бэтмен, члены другой  — как его заклятый враг — Джокер. В каждой команде по 6 персонажей, внешность которых можно настраивать, от чего меняются и характеристики. Игроки берут на себя роль героев (Bats) или преступников (Jokerz). В игре есть множество традиционных и вымышленных видов оружия, а также различных предметов, помогающих при перемещении и в бою.
В отличие от других игр про Бэтмена, Gotham City Impostors не выпускалась на физических носителях. Она вышла для Xbox 360 — на Xbox Live Arcade, для PlayStation 3 — на PlayStation Network и для Windows — на Games for Windows — Live в феврале 2012 года. Игра была переиздана под Microsoft Windows и распространялась по модели free-to-play с 30 августа 2012 года через Steam при помощи Steamworks.

## Геймплей
В Gotham City Impostors может играть не более двенадцати игроков одновременно в одном раунде. Игроки могут настраивать свою внешность, костюм, гаджеты и другие аспекты игры. Игра отличается красочным и вызывающим визуальным стилем, включает различные карты, например, парк развлечений. В дополнение к оружию и ножам игроки могут использовать другие предметы, такие как крюк, крылья планера, роликовые коньки и взрывчатые вещества. Игра включает в себя как обычное оружие, так и вымышленное, в том числе гранату, выглядящую как чёртик из табакерки (Jack-in-the-box), и ракетный пусковой комплекс из ПВХ-труб.
В игре есть четыре разных режима: Psych Warfare, Fumigation, Bounty Hunter и Team Deathmatch. 
Psych Warfare — две команды пытаются захватить огромную аккумуляторную батарею. Её нужно принести на свою базу, подключить к специальной машине для психического воздействия и защищать. Если машина проработает 30 секунд, то команда противников будет оглушена, и с ней можно будет легко расправиться.
Fumigation — отправляет игроков на захват и удерживание трёх газовых блоков (нечто вроде командных пунктов). Их требуется удерживать, пока уровень газа не достигнет 100 %. В конце раунда игроки видят врага в окружении летучих мышей (если побеждают герои) или задыхающегося в ядовитом облаке (если побеждают злодеи).
В Bounty Hunter вы выигрываете раунд, собирая монеты, которые выпадают из убитых противников, также можно забрать монеты павших товарищей по команде.
В Team Deathmatch нужно просто как можно быстрее убить вражеских игроков.
Есть также Испытания; они играются в одиночку и используются для обучения пользованию предметами и оружием, а также для получения дополнительного опыта.
Наконец, существует режим обучения «Посвящение», в котором лидер героев инструктирует игрока о том, как использовать оружие и предметы.

## Разработка и маркетинг
Сюжетная линия Batman: Impostors из Detective Comics #867-870 стала источником вдохновения для Gotham City Impostors. Идея в том, что самозванцы были созданы Уинслоу Хитом, человеком, который стал жертвой токсина Джокера в начале карьеры Бэтмена. Хит принял наркотики до того как подвергся воздействию токсина, поэтому он пережил нападение, но оказался парализован. В течение многих лет обездвиженный Хит оставался в сознании, а его внешность превратилась в дубликат облика Джокера. Когда он снова смог двигаться, то обнаружил, что его подруга, Бет, которая была подвергнута воздействию токсина Джокера при тех же обстоятельствах, осталась умирать в своей квартире. В этом был виноват Бэтмен, который настолько хотел поймать Джокера, что даже не оглянулся после «спасения» Хита, в результате чего Бет была съедена вороном заживо. Из-за мучений, испытанных в больнице, Хит решил отомстить Бэтмену и создал уникальный «сок Джокера» по «формуле-5», который превращал всех в клонов Джокера, заставляя Бэтмена постоянно сражаться с ними. Хотя Бэтмен обнаружил правду и захватил Хита, он обеспокоен тем, что Хит прав, говоря о том, что Бэтмен тоже создаёт своих собственных злодеев.
Предварительный просмотр предстоящего анимационного блока Cartoon Network DC Nation Shorts в 2012 году включали в себя анимацию Gotham City Impostors. Загружаемый контент был выпущен для всех платформ и включает новое оружие, костюмы и три новых этапа: «25-й этаж», «Arkham Asylum» и «East End».
В 2012 году игра стала бесплатной, но с тех пор не было никаких больших обновлений. В меню игры было объявлено, что из-за закрытия GameSpy 31 мая 2014 года серверы для версии PS3 будут закрыты. По состоянию на 25 июля 2014 года все серверы PS3 для Gotham City Impostors были закрыты, и игра теперь не работает.
Он был выпущен бесплатно по программе Xbox Live Gold 1 июля 2014 года.
Gotham City Impostors удалена из магазина Steam в августе 2021 года, однако остаётся доступной в библиотеке, если была добавлена в неё до удаления.

## Отзывы
| Сводный рейтинг       | Сводный рейтинг | Сводный рейтинг | Сводный рейтинг |
| Издание               | Оценка          | Оценка          | Оценка          |
| Издание               | PC              | PS3             | Xbox 360        |
| --------------------- | --------------- | --------------- | --------------- |
| GameRankings          | N/A             | 75,59 %         | 72,28 %         |
| Metacritic            | 65/100          | 72/100          | 71/100          |
| Иноязычные издания    |                 |                 |                 |
| Издание               | Оценка          | Оценка          | Оценка          |
| Издание               | PC              | PS3             | Xbox 360        |
| Destructoid           | N/A             | N/A             | 55/100          |
| Edge                  | N/A             | N/A             | 55/100          |
| EGM                   | 6/10            | 6/10            | 6/10            |
| Game Informer         | N/A             | 80/100          | 80/100          |
| GameRevolution        | N/A             | N/A             | 80/100          |
| GameSpot              | 75/100          | 75/100          | 75/100          |
| GameSpy               | 40/100          | N/A             | N/A             |
| GamesRadar+           | N/A             | N/A             | 70/100          |
| GameStar              | 82/100          | N/A             | N/A             |
| Giant Bomb            | N/A             | 80/100          | 80/100          |
| IGN                   | 7/10            | 7/10            | 7/10            |
| OPM                   | N/A             | 70/100          | N/A             |
| OXM                   | N/A             | N/A             | 85/100          |
| PC Gamer (US)         | 70/100          | N/A             | N/A             |
| Play (UK)             | N/A             | 78/100          | N/A             |
| VideoGamer            | N/A             | N/A             | 70/100          |
| XboxAddict            | N/A             | N/A             | 77/100          |
| Русскоязычные издания |                 |                 |                 |
| Издание               | Оценка          | Оценка          | Оценка          |
| Издание               | PC              | PS3             | Xbox 360        |
| Absolute Games        | 51 %            | N/A             | N/A             |

Игра получила посредственные отзывы. На сайте-агрегаторе Metacritic средняя оценка игры составляет 65 из 100 на основе 14 обзоров для платформы PC, 72 из 100 на основе 25 обзоров для платформы PlayStation 3 и 71 из 100 на основе 42 обзоров для платформы Xbox 360.
Алистейр Пинсоф из The Escapist назвал демоверсию «копией» шутера Call of Duty, но сказал, что в игру добавлено достаточно новых функций, чтобы она стала приятной. Критик из G4 Лия Джексон сказала о демоверсии: «Откровенно говоря, игра не похожа на обычную загружаемую игру. Она отлично управляется, выглядит фантастически и со всеми вариантами, я могу сказать, что была весьма впечатлена».
Летом 2018 года, благодаря уязвимости в защите Steam Web API, стало известно, что точное количество пользователей сервиса Steam, которые играли в игру хотя бы один раз, составляет 2 982 059 человек.